# Джанфранко Чінелло
Джанфранко Чінелло (італ. Gianfranco Cinello, нар. 8 квітня 1962, Фаганья) — італійський футболіст, що грав на позиції  нападника, зокрема за юнацьку збірну Італії. По завершенні ігрової кар'єри — тренер.

## Клубна кар'єра
Народився 8 квітня 1962 року в місті Фаганья. Вихованець футбольної школи клубу «Удінезе». Дорослу футбольну кар'єру розпочав 1980 року в основній команді того ж клубу, в якій провів два сезони, взявши участь у 19 матчах чемпіонату. 
Не закріпившись у цій вищоліговій команді, 1982 року став гравцем друголігового «Комо». Протягом наступного десятиріччя продовжував змагатися у Серії B, встигнувши пограти за «Емполі», «Трієстину», «Кремонезе», «Авелліно», «Лечче» і «Тернану».
Провівши сезон 1993/94 у команді «Барлетта» із Серії C1, протягом другої половини 1990-х і початку 2000-х захищав кольори низки команд Серії D, останньою з яких була «Севельяно», за яку нападник виступав протягом 2001—2002 років.

## Виступи за збірну
1981 року був у складі юнацької збірної Італії (U-20) учасником молодіжного чемпіонату світу 1981, де взяв участь у перших двох іграх групового етапу.

## Кар'єра тренера
Протягом 2000-х тренував низку італійських нижчолігових команд.
З 2011 по 2014 рік працював у клубній структурі «Удінезе», де працював з юнацькими командами різних вікових категорій.